# Michelle Christensen

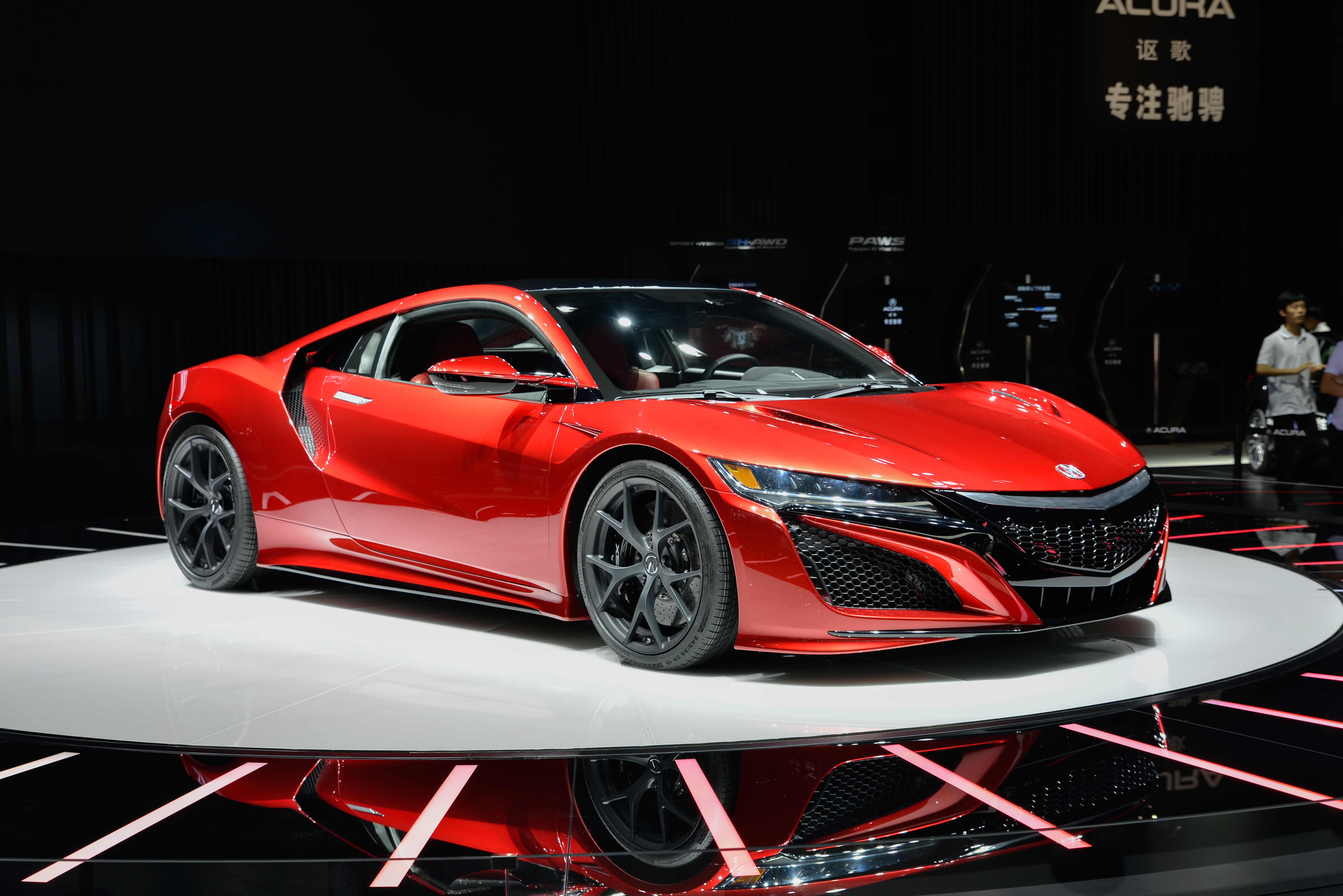
Michelle Christensen: Acura NSX, 2012–2016. Präsentation des fertigen Designs auf der Messe Auto Shanghai 2015.

Michelle Christensen (* zwischen 11. Januar und 27. Oktober 1980) ist eine US-amerikanische Industriedesignerin. Sie war die erste Frau an der Spitze der Designabteilung eines Automobilherstellers.

## Leben & Werk
Michelle Christensen studierte das Fach Transport Design am Art Center College of Design in Pasadena, Kalifornien. Beim Volvo-Designatelier in Camarillo absolvierte sie ein Praktikum. Nach ihrem Abschluss im Jahr 2005 begann sie in der Design-Abteilung der Honda-Konzernmarke Acura zu arbeiten. Von Honda/Acura wechselte sie zu General Motors. Später kehrte sie zu Acura zurück, um diesmal eine leitende Position der Designabteilung einzunehmen. Bekannt ist Christensen vor allem für ihre Arbeit als Leiterin des Design-Teams für den Honda NSX (2016).
Automobildesign ist weiterhin ein männlich dominierter Bereich der Arbeitswelt. Michelle Christensen ist die erste Kraftfahrzeugs-Designerin, die hauptsächlich mit dem Äußeren der Fahrzeuge beschäftigt ist. Nach wie vor ist die Rolle von Frauen im Automobildesign hauptsächlich auf die Gestaltung von Innenräumen der Autos beschränkt. Christensen war die erste Frau, die die sprichwörtliche Gläserne Decke in diesem Bereich durchbrach.  
Das erste Projekt von Acura, das eindeutig Christensens Handschrift trug, war die Designstudie Acura ZDX von 2009. Weitere Autos, die Christensen gestaltete, sind der Acura RDX (2. Generation), das Facelift von 2009 des Acura RL sowie der Acura RLX. Eine herausragende Stellung im Werk von Christensen nimmt der Supersportwagen NSX ein, der in Europa als Honda NSX verkauft wird. Christensen leitete das Design-Team dieses Projekts von 2012 bis 2016. Aktuell leitet sie Nissan Design America.